# Colpisa
Colpisa es una agencia de información española creada en 1972 por Manu Leguineche, que fue su primer director hasta 1982. En sus inicios la agencia ofrecía servicios a diversos periódicos regionales y se consideró una cabecera informativa histórica de la democracia. Desde 1996 se integró en Taller de Editores, una sociedad controlada por el grupo Vocento.

## Historia
El cofundador de la empresa fue el periodista español Manu Leguineche. Entre sus primeros colaboradores estaban Francisco Umbral como colaborador literario y Pepe Oneto como colaborador político, que escribían desde Madrid. En 1981 se incorporó Maruja Torres, que escribía una columna para La Vanguardia. También participó en el grupo cofundador la periodista española Amalia Sánchez Sampedro. Otros nombres son Pedro «Kepa» Conde Zabala o Mariano Guindal, quien explicó sobre la agencia: 

Colpisa nace con la idea de ser la antítesis a una versión oficialista, era una pequeña agencia y a nosotros nadie nos sobornaba porque éramos insignificantes y luchábamos contra los 'sobrecogedores', que era el que escribía bien de una empresa y le pasaban un sobre con dinero bajo cuerda.

Las piezas vendidas por la agencia se publicaron en un numeroso grupo de periódicos regionales cuyos directores apostaban por una línea editorial aperturista. El Norte de Castilla de Miguel Delibes, La Vanguardia de Horacio Sáenz, El Diario Vasco de Juan Mari Peña, El Correo Español de Antxon Barrena, el Diario de Navarra de Uranga, el Diario de Mallorca de Alemany o el Heraldo de Aragón de Brunet publicaban a diario las crónicas de la agencia.
Cuenta Pepe Oneto: 

Lo que no podíamos publicar en Madrid, lo publicábamos en provincias, a través de la agencia Colpisa que fundó Manu para conservar su independencia, y la de un grupo de profesionales (este cronista venía del paro, después del cierre del diario Madrid por el Gobierno de Franco y su espectacular voladura) que desde que empezamos estábamos convencidos de que aquel régimen despótico tendría que cambiar, y que debíamos hacer todo lo posible porque ese cambio fuera rápido y pacífico.

En 1996 fue nombrado como coordinador Miguel Larrea. En 2007 se anunció que desde enero de 2008 la agencia dejaría de existir como tal pasando a transformarse en redacción central del grupo Vocento.
En 2010 se transformó en un espacio de producción informativa multimedia tras la fusión de las áreas impresa y digital de la redacción central de Vocento.
Además de en los diarios citados, las informaciones de Colpisa aparecen en la actualidad en Las Provincias, El Comercio, La Rioja, El Diario Montañés, La Verdad, Ideal, Hoy y Sur, todos ellos parte de Vocento, y en los asociados La Región, La Voz de Galicia, Diario de León, Diari de Tarragona y Canarias7.